# Pierożki ciotki Lee
Pierożki ciotki Lee (ang. Auntie Lee's Meat Pies) – amerykański horror komediowy z 1992 roku. Zdjęcia kręcono w Fullerton i Santa Clarita.

## Fabuła
Ciotka Lee, jest satanistką i kanibalką. Kobieta wysyła swoje cztery piękne siostrzenice, aby zwabiały mężczyzn do swojego domu. Na miejscu mężczyźni zostają zabici, a ich ciała zostają zmielone i przerobione na mięsna ciastka, które potem są sprzedawane.

## Obsada
- Karen Black - ciotka Lee
- Pat Morita - Koal
- Kristine Rose - Fawn
- Michael Berryman - Larry
- Pat Paulsen - Minister
- Huntz Hall - Farmer
- Ava Fabian - Magnolia
- Richard Vidan - Bruno
- David Parry - Harold Ivars
- Teri Weigel - Coral
- Stephen Quadros - Bob Evans
- Pía Reyes - Sky
- Petra Verkaik - Baby
- Louie Bonanno - Doc
- Lex Lang - John
- Grant Cramer - Phil
- Cort McCown - Craig